# 曲肩鸟属
曲肩鸟属（学名：Flexomornis，意为“肩部弯曲的鸟”）是反鸟亚纲的一个属，化石发现于美国德克萨斯州晚白垩世中坎帕期的忍冬组（刘易斯维尔段）。属下包括单一物种豪氏曲肩鸟（Flexomornis howei），得名自其模式产地的发现者业余化石猎人克里斯·豪伊（Kris Howe）。
曲肩鸟正模标本发现于距葡颌龙正模标本出土地点100（330英尺）处。